# گوداگاری
گوداگاری (به لاتین: Godagari) یک منطقهٔ مسکونی در بنگلادش است که در ناحیه راج‌شاهی واقع شده‌است. گوداگاری ۴۷۲٫۱۳ کیلومتر مربع مساحت و ۳۳۰٬۹۲۴ نفر جمعیت دارد.